# Geografia da Antártida

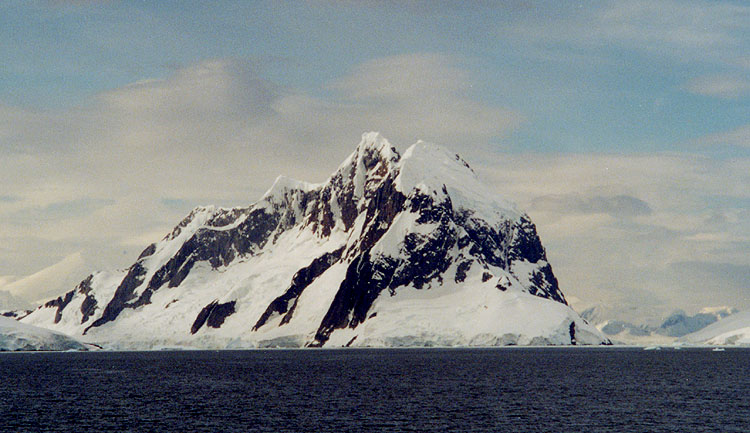
Ilha Booth, na Antártica

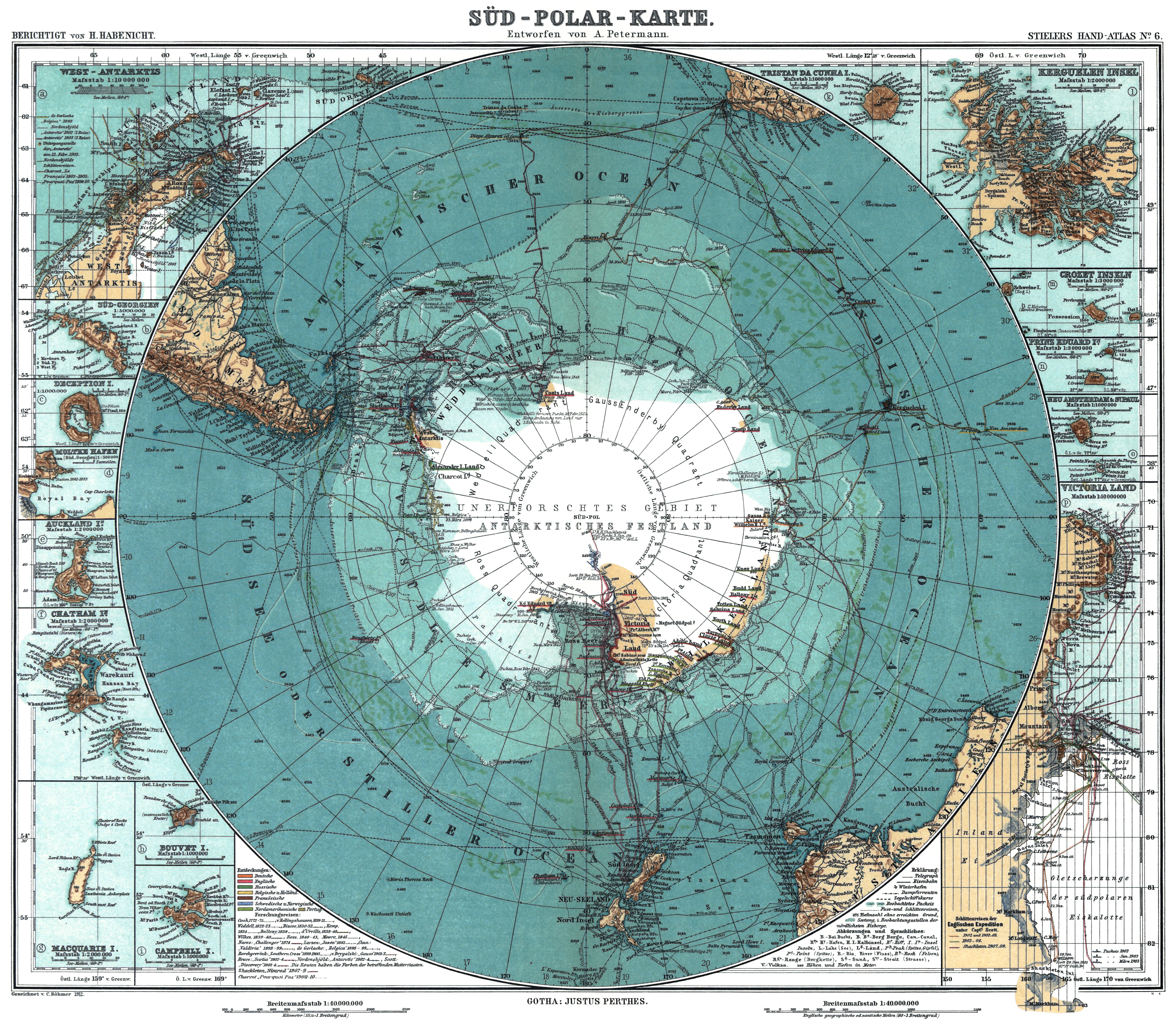
Mapa de 1912.

A Geografia da Antártida é dominada pela localização do continente, na região polar austral da Terra, e portanto coberto de gelo.
O continente antártico, localizado no hemisfério sul, está centrado assimetricamente ao redor do Polo Sul e a maior parte a sul do Círculo Polar Antártico.
Está rodeada pelas águas do Oceano Antártico ou, segundo as fontes, pelo Oceano Pacífico, Oceano Atlântico e Oceano Índico.
Com uma área de mais de 14 milhões de km², é o quinto maior continente, cerca de 1,3 vezes maior que a Europa. Sua maior dimensão é a distância de cerca de 5800 km, linha que passa pelo Polo Sul, entre a Terra de Graham (extremo norte da Península Antártica) 69°24′S - 62°56′O e o litoral leste do continente - entre as bases Dumont d'Urville (França) e Estação Casey (Austrália) 127°04′L - 66°25'S
Cerca de 98% da Antártida está coberta pelo manto de gelo antártico, que é o maior manto de gelo e o maior reservatório de água doce da Terra.
Com uma espessura que pode ir a mais de 1,6 km, a massa de gelo é de tal modo elevada que deprimiu a crusta terrestre, em algumas regiões, para mais de 2,5 km abaixo do nível do mar. Lagos subglaciares de água em estado líquido também ocorrem, como é o caso do lago Vostok. Plataformas de gelo e elevações nestas plataformas, povoam o manto de gelo, na periferia. Apenas cerca de 2% do continente não está coberto por gelo.
Fisicamente, a Antártida está dividida em dois, por montanhas entre o mar de Ross e o mar de Weddell. A Antártida Ocidental (ou Antártida Menor) e a Antártida Oriental (ou Antártida Maior) localizam-se basicamente nos hemisférios ocidental e oriental, respetivamente.
A Antártida Ocidental está coberta pelo Manto de gelo da Antárctida Ocidental. tem havido preocupações relacionadas com este manto de gelo, porque se supõe que poderá sofrer um colapso. Se tal acontecer, o nível do mar poderá se elevar vários metros, num curto período de tempo.

## Vulcões
Existem quatro vulcões na Antártica continental considerados ativos:
- Monte Melbourne (2730 m) (74°21'S., 164°42'E.), um estratovulcão;
- Monte Berlin (3500 m) (76°03'S., 135°52'W.), um estratovulcão;
- Monte Kauffman (2365 m) (75°37'S., 132°25'W.), um estratovulcão;
- Monte Hampton (3325 m) (76°29'S., 125°48'W.), uma caldeira vulcânica.